# Winter Garden (Auckland)

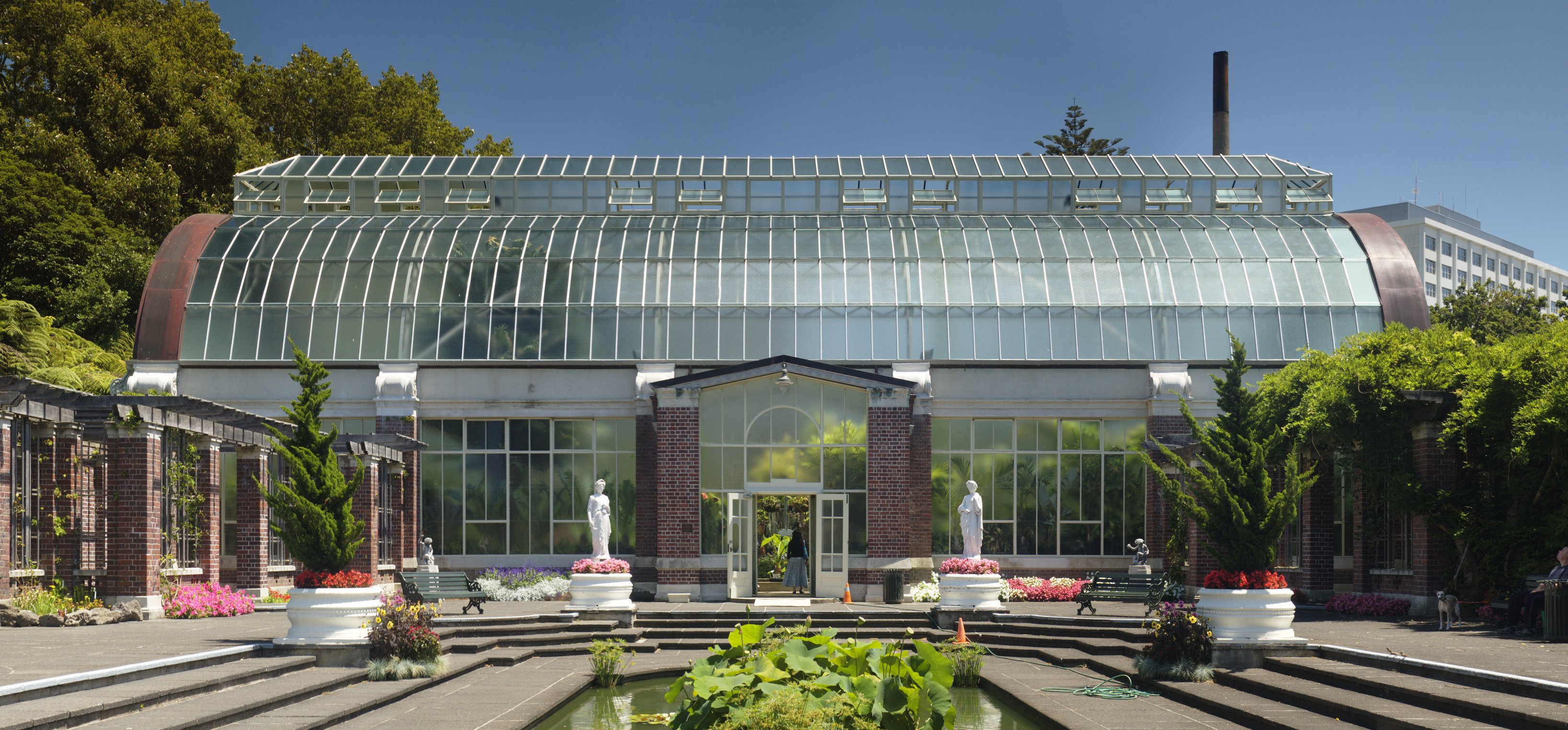
Blick vom temperierten Haus auf das Tropenhaus des Wintergartens

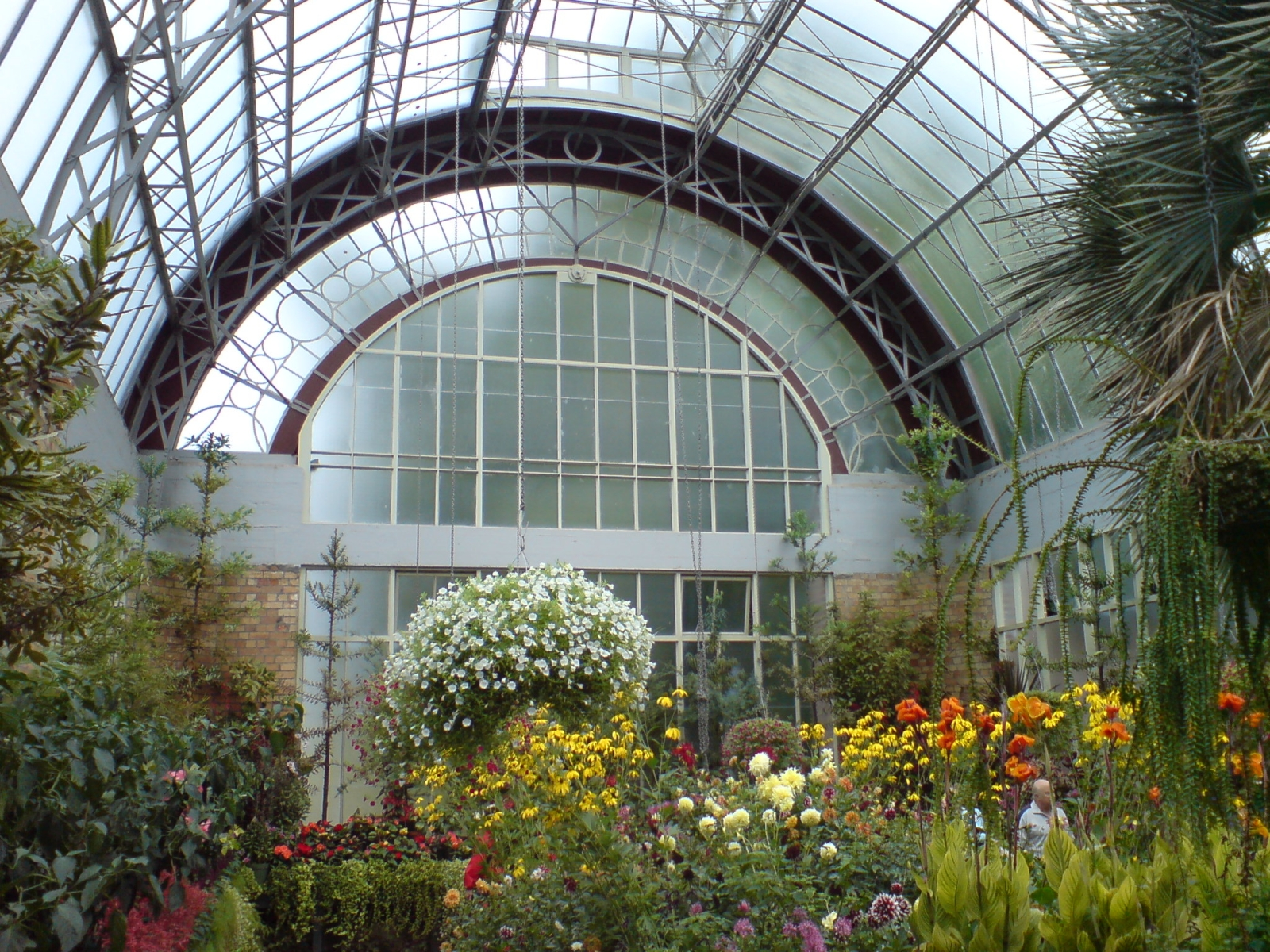
Innenansicht des temperieren Gewächshäuser

Der Winter Garden ist ein kleiner botanischer Garten auf dem Gelände der Auckland Domain im neuseeländischen Auckland. Er besteht aus zwei Gewächshäusern, die einen Innenhof flankieren und einem Farngarten.

## Geschichte
Auf der Auckland Domain fand vom 1. Dezember 1913 bis 18. April 1914 die Auckland Industrial, Agricultural and Mining Exhibition statt. Aus dem Gewinn dieser Ausstellung wurde 1921 das temperierte Haus mit Kalthauspflanzen und wechselnden Ausstellungen einjähriger Pflanzen erbaut. Das Tropenhaus mit Palmen, Orchideen und einer Sammlung von Hoya folgte 1929. Beide Häuser werden durch einen langgestreckten Innenhof im viktorianischen Stil mit einem zentral gelegenen Wasserbecken verbunden. Im Innenhof befinden sich mehrere Statuen (Vier Jahreszeiten, Vier Elemente, Katze auf einer Säule), die Längsseiten werden von Pergolen gebildet. Von hier erfolgt auch der Zugang zum Farngarten.
Der Farngarten wurde in einem ehemaligen Steinbruch angelegt, der die Vulkanschlacke zur Anlage der Wege für die Auckland Exhibition geliefert hatte. 1931 wurde der Garten mit über 100 Arten heimischer Farne eröffnet, verfiel aber und musste in den 1940er Jahren geschlossen werden. Erst 1994 wurde er nach einer umfassenden Renovierung wieder eröffnet.

## Bilder

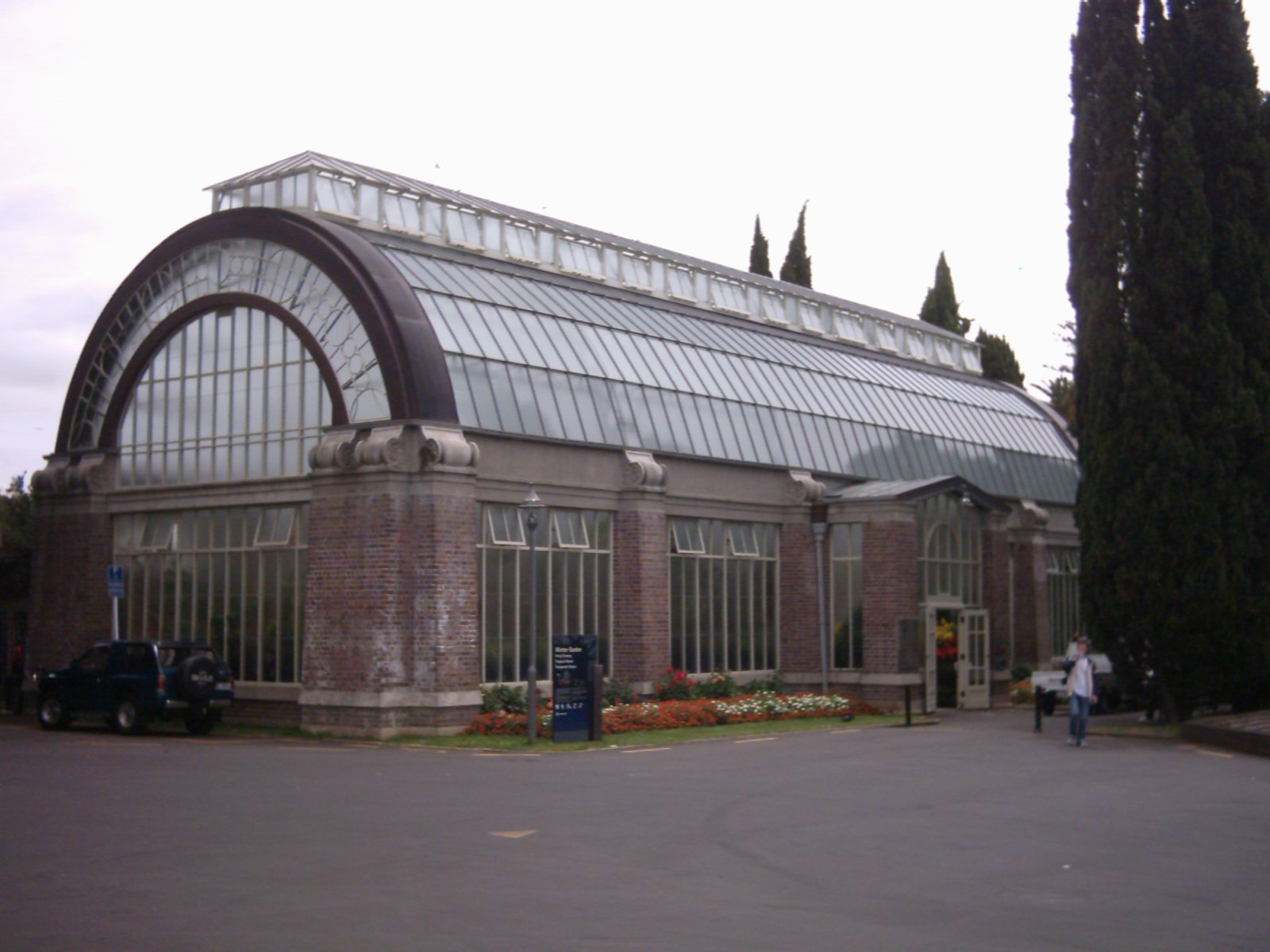
Temperiertes Haus mit Eingangsbereich
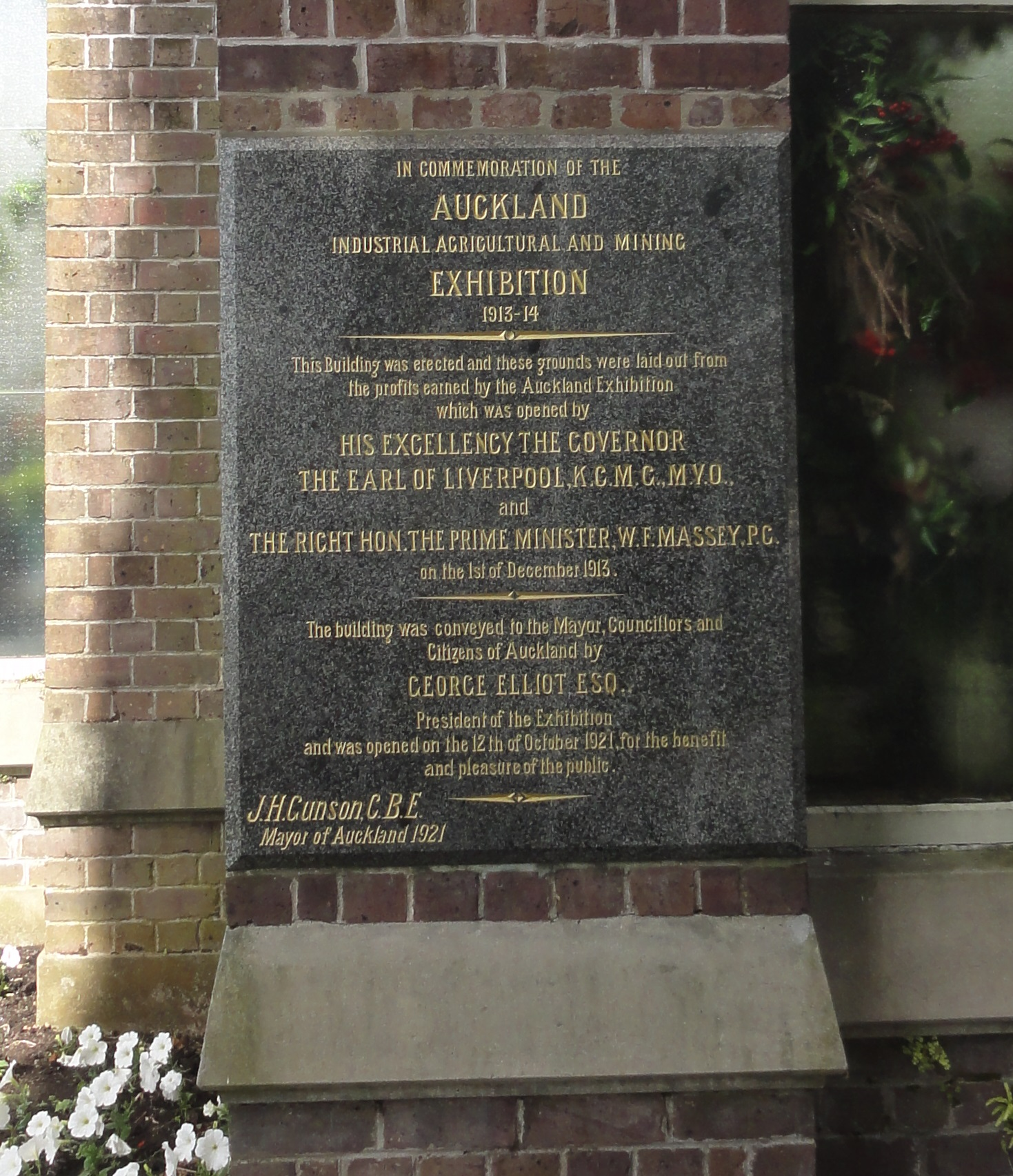
Gedenktafel zur Auckland Exhibition 1913/14 am Eingang
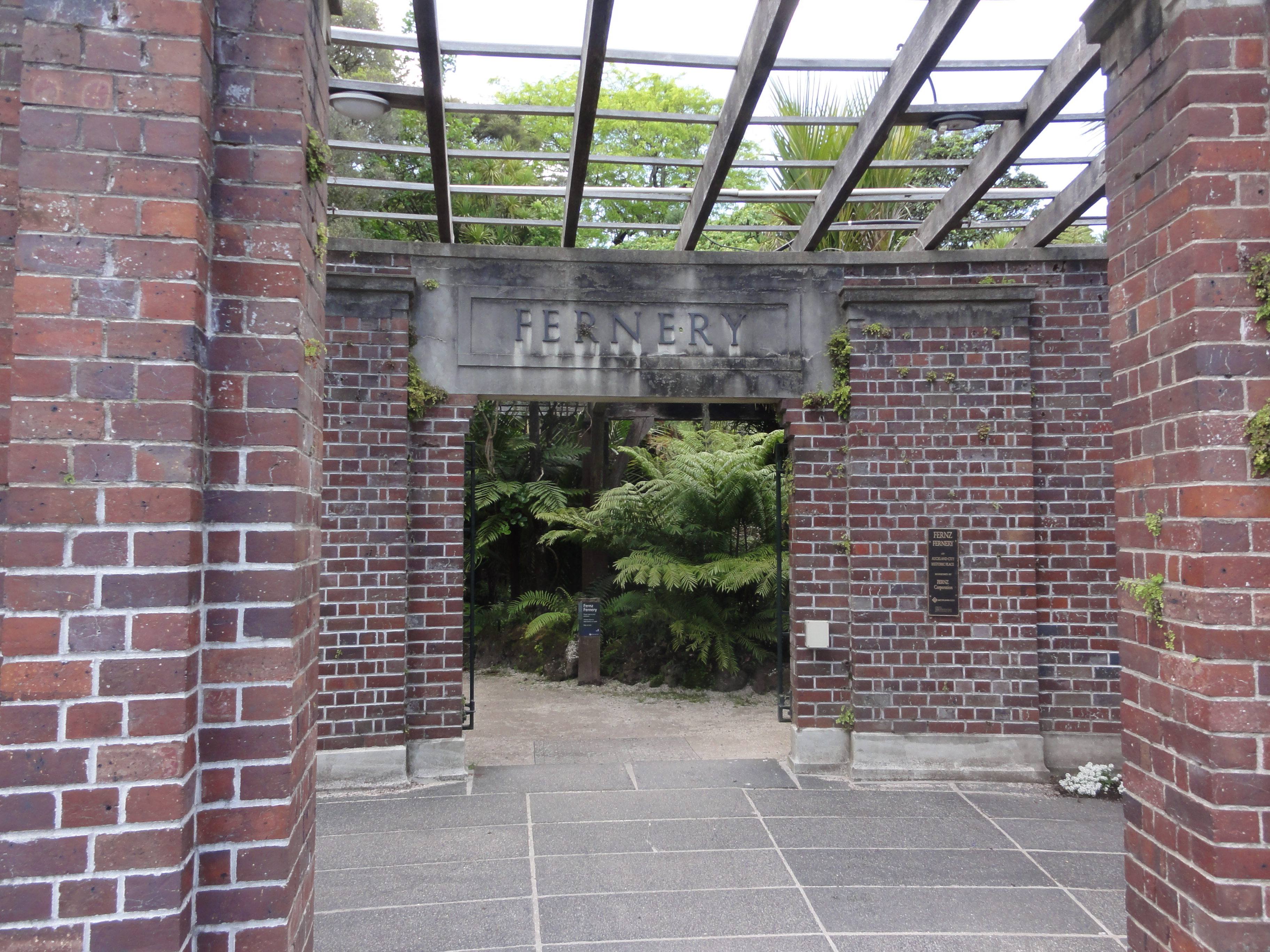
Eingang zum Farngarten
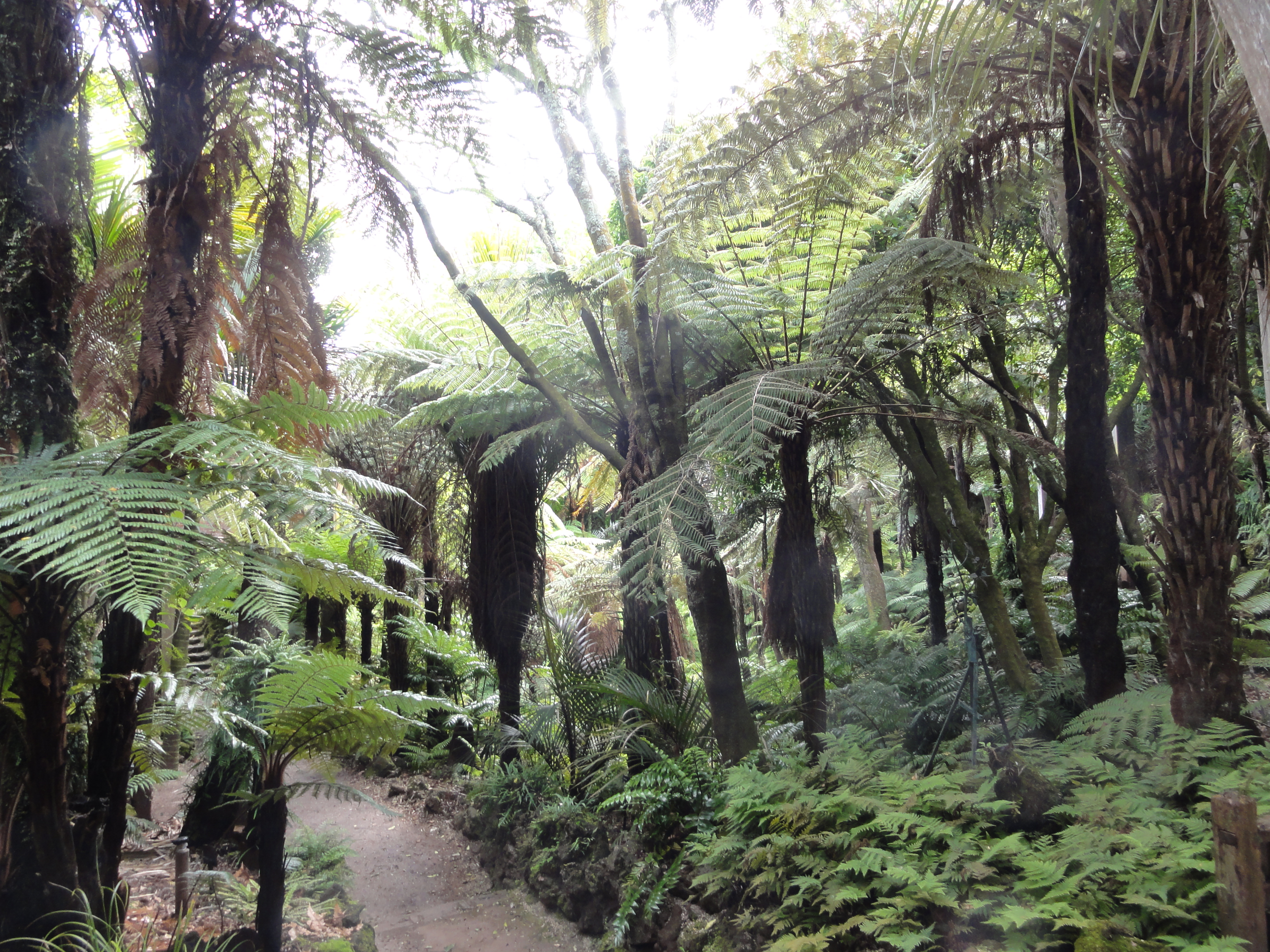
Rundweg im Farngarten mit Baumfarnen
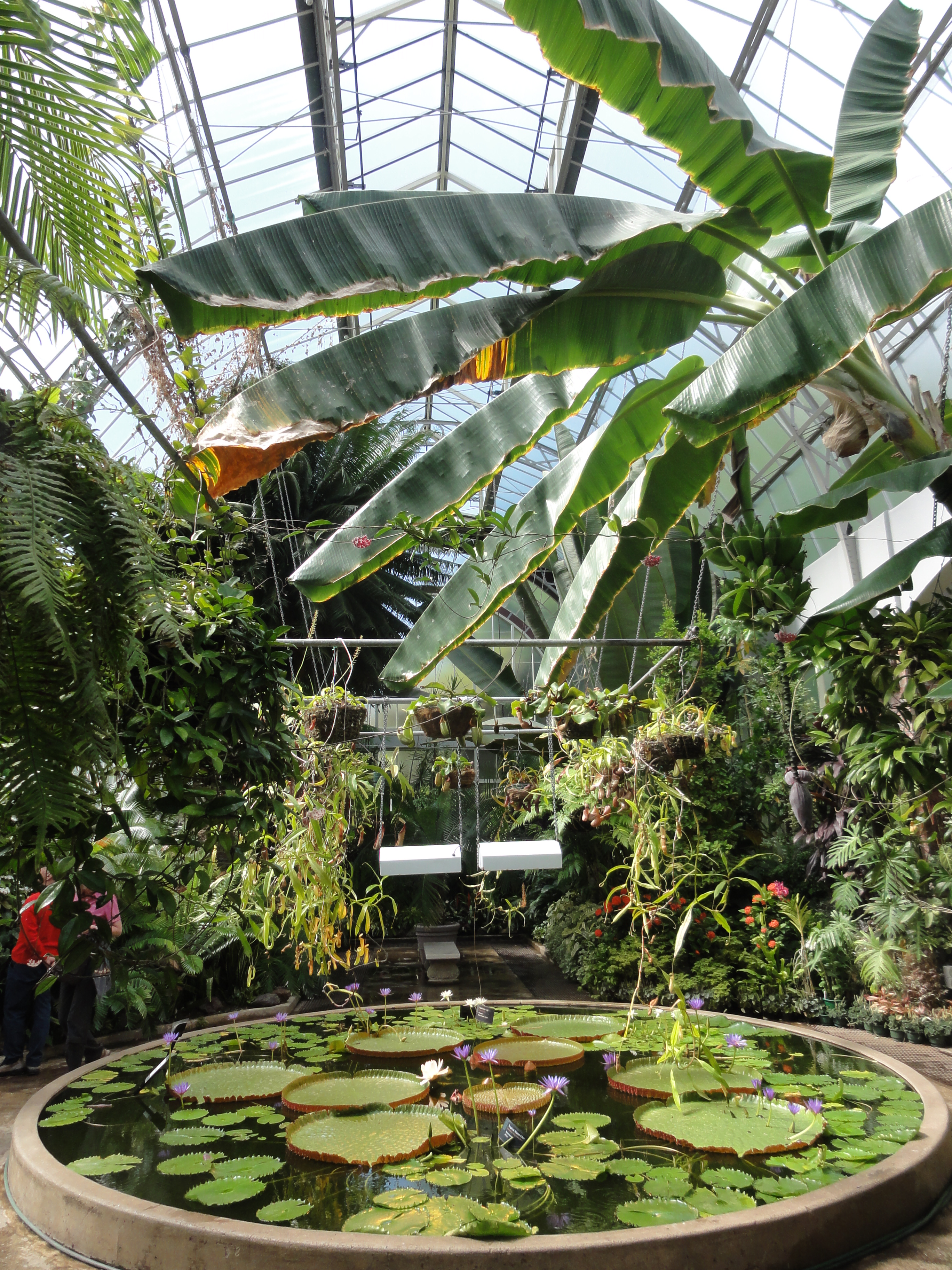
Zentrales Wasserbecken im Tropenhaus